# Asgard (альбом)
Asgard — третий студийный альбом немецкой фолк-пэган-метал группы Adorned Brood, вышедший на лейбле Moonstorm Records 16 июня 2000 года.

## Стиль, отзывы критиков
Как отметил Маркус Эк из журнала Sonic Seducer, альбом выдержан в стиле «страстного, мощного фолк-пэган-метала». Критик оценил диск положительно, отметив качественные гитарные партии, хороший вокал и общее удачное сочетание различных стилевых элементов.

## Список композиций
1. «Intro» — 1:27
2. «A God Ruled Time» — 4:52
3. «Asgard» — 6:19
4. «Black Beasts» — 9:22
5. «Twilight in Midgard» — 1:56
6. «Pride was my Desire» — 4:37
7. «The Ambush» — 6:32
8. «Magic Nights» — 4:37
9. «Mighty Swords» — 4:40
10. «Arrival» — 0:50
11. «Die Wiederkehr» — 4:32

## Участники записи
- Frost — вокал, бас-гитара
- Ingeborg Anna — вокал, флейта
- Andreas — гитара
- Benjamin — гитара
- Tim — ударные, клавишные